# Ardalos
Ardalus ou Ardalos (en grec ancien : Ἄρδαλος) était dans la mythologie grecque le fils du dieu Héphaïstos. Aucune indication n'est donnée sur sa mère. Sculpteur de grand talent, il aurait inventé la flûte et construit un sanctuaire pour les Muses à Trézène, en Argolide, d'où le nom d'Ardalides ou Ardaliotides parfois donné à celles-ci.
Cette histoire est rapportée dans les œuvres de Pausanias, et dans certains fragments obscurs d'Hésychios d'Alexandrie,.

## Sources
- Pausanias, Graeciae Descriptio. 3 vols. Leipzig, Teubner. 1903.  Greek text available at the Perseus Digital Library.